# Megalesias
La Megalesias eran unas fiestas anuales celebradas en la Antigua Roma en honor de Cibeles desde el 4 hasta el 10 de abril. En el Asia Menor y otros pueblos se celebraban también fiestas de este nombre.
Las romanas fueron instituidas en el año 204 a. C. durante la segunda guerra púnica y después que los reveses sufridos en la primera hicieron a los romanos buscar un consuelo en los cultos y en las divinidades exóticas. En virtud de un oráculo de los libros sibilinos, una embajada del senado pasó a Pesinunte (Frigia) para llevar a Roma la verdadera imagen de la diosa, un ídolo de Cibeles, consistente en un aerolito, que quedó colocado en el templo del Palatino, naciendo así el primer culto extranjero que recibió una organización oficial.

## Juegos megalesios
Se instituyeron entonces los juegos megalesios en los cuales las matronas romanas danzaban ante el altar y los sacerdotes asiáticos se encargaron del culto, organizándose solemnes procesiones en que estos, vestidos con abigarrados hábitos y con la imagen de la diosa representada en el pecho, sacaban la piedra sagrada, acompañándose de extraños y ruidosos instrumentos.
Como la institución de estas fiestas coincidió con el apogeo del arte dramático, uno de los principales elementos fueron las obras escénicas, a las que después se agregaron los juegos circenses. Al culto de Cibeles se unía el de Atis, dando origen durante el Imperio a una fiesta especial que se celebraba en marzo durante el equinoccio. El episodio principal lo constituía la procesión del pino sagrado, que llevaban los dendróforos, colegio sacerdotal que, como los sacerdotes galos en general, estaban dirigidos por magistrados  y presididos por el archigalo o gran sacerdote de Cibeles. Gran número de inscripciones y bajorrelieves muestran la popularidad alcanzada por estas fiestas en el mundo romano.